# 지쿠부촌
지쿠부촌(竹生村)은 시가현 히가시아자이군에 설치되었던 촌이다. 현재의 나가하마시 남서부에 해당한다.